# 9999 (アルバム)
『9999』（フォーナイン）は日本のロックバンド、THE YELLOW MONKEYの9枚目のオリジナル・アルバム。2019年4月17日にワーナーミュージック・ジャパン（ATLANTICレーベル）よりリリースされた。

## 解説
2016年の再集結後、初のオリジナルアルバム。前作『8』（2000年）から本作までの期間は19年と、自身最長となった。タイトルは本作が9作目のスタジオ・アルバムであることから着想し、「“苦（く）”と同音の“9（く）”が4つで、『4人で苦労を超える』」「4桁の最大数≒4人の最大数」という意味も込められた。
初収録曲「この恋のかけら」とLA録音6曲を合わせた7曲と、既発曲を交互に収録。ダウンロードアルバムには、ボーナストラックとしてインディーズ時代の曲「毛皮のコートのブルース」を収録。この曲はレコーディングした音源が過去になく、バンドは今回初めてレコーディング。
ディスクジャケットにデザインされたグラフィックは、文明/都市、生命、動物、草花を象徴する。このグラフィックは生命のサイクル、宇宙、過去/未来、葛藤がコラージュされている。このアートはバンドアイデンティティであるアジアらしさがユーモラスに含まれる。ジャケットデザインを手掛けたのは、ドイツ・ハンブルクの2人組芸術チーム「Rocket & Wink」。
なお、2017年の連続配信リリース作品のうち、第一弾の「ジギー・スターダスト」のみ、本作の収録対象からは外れている。
本作の収録曲はここまでにリリースした全アルバムで唯一ハイレゾ音源での配信が行われている。

## 制作背景
レコーディング作業はバンドとしては初めてアメリカ・西海岸地域でも行われ、ロサンゼルス（LA）の「サンセット・サウンド・レコーダーズ」で6作品を録音。LAでの録音は、木造の老舗スタジオ・年代物の楽器や機材・伝統的な録音スタイルなど、あらゆる部分にヴィンテージな要素を導入し、ガレージロックを目指して制作。ガレージの歪んだ音の中にある美しさを追求した。また、音作りに際してボーカル・吉井和哉はザ・ビートルズの音に例え「汚い美しさ、歪んだ美しさがある」「原点回帰じゃないけど、そういう音を求めていた」と語っている。
ソングライティングにおいて常々、「愛」と駆け引きをしている吉井によると、このアルバムは愛のエッセンスの比重が多くなった。吉井は、映画『ボヘミアン・ラプソディ』を観た時も、吉井からすれば普通の歌詞であるフレディ・マーキュリーの歌に大泣きし、ストレートな愛の歌を肯定的に考えるようになっている。

## 評価

### 受賞
| 年   | 音楽賞                         | 結果              | 出典   |
| ---- | ------------------------------ | ----------------- | ------ |
| 2019 | 第61回日本レコード大賞         | 最優秀アルバム賞  | [ 19 ] |
| 2020 | 第12回CDショップ大賞           | 入賞              | [ 20 ] |
| 2020 | SPACE SHOWER MUSIC AWARDS 2020 | ALBUM OF THE YEAR | [ 21 ] |

## チャート成績
オリコン週間デジタル・アルバム・ランキング（2019年4月29日付）で1位を獲得。iTunes週間アルバム・ランキング、レコチョク週間アルバム・ランキング、Billboard JAPAN ChartのDownload Albumsで1位を獲得し、4冠を達成した。

## 収録曲
| #         | タイトル                 | 作詞      | 作曲      | 編曲                                          | 時間  |
| --------- | ------------------------ | --------- | --------- | --------------------------------------------- | ----- |
| 1.        | 「この恋のかけら」       | 吉井和哉  | 吉井和哉  | 土屋昌巳 THE YELLOW MONKEY                    | 5:20  |
| 2.        | 「天道虫」               | 吉井和哉  | 吉井和哉  | THE YELLOW MONKEY                             | 3:45  |
| 3.        | 「Love Homme」           | 吉井和哉  | 吉井和哉  | THE YELLOW MONKEY                             | 3:40  |
| 4.        | 「Stars (9999 Version)」 | 吉井和哉  | 吉井和哉  | THE YELLOW MONKEY 船山基紀 (ストリングス編曲) | 4:05  |
| 5.        | 「Breaking The Hide」    | 吉井和哉  | 菊地英昭  | THE YELLOW MONKEY                             | 2:55  |
| 6.        | 「ロザーナ」             | 吉井和哉  | 吉井和哉  | THE YELLOW MONKEY                             | 4:44  |
| 7.        | 「Changes Far Away」     | 吉井和哉  | 吉井和哉  | THE YELLOW MONKEY                             | 4:00  |
| 8.        | 「砂の塔」               | 吉井和哉  | 吉井和哉  | THE YELLOW MONKEY 船山基紀 (ストリングス編曲) | 4:43  |
| 9.        | 「Balloon Balloon」      | 吉井和哉  | 吉井和哉  | THE YELLOW MONKEY                             | 4:12  |
| 10.       | 「Horizon」              | 菊地英昭  | 菊地英昭  | THE YELLOW MONKEY                             | 5:06  |
| 11.       | 「Titta Titta」          | 吉井和哉  | 吉井和哉  | THE YELLOW MONKEY                             | 2:51  |
| 12.       | 「ALRIGHT」              | 吉井和哉  | 吉井和哉  | THE YELLOW MONKEY                             | 4:42  |
| 13.       | 「I don't know」         | 吉井和哉  | 吉井和哉  | THE YELLOW MONKEY                             | 4:34  |
| 合計時間: | 合計時間:                | 合計時間: | 合計時間: | 合計時間:                                     | 54:37 |

| #         | タイトル                   | 作詞      | 作曲      | 編曲                       | 時間  |
| --------- | -------------------------- | --------- | --------- | -------------------------- | ----- |
| 14.       | 「毛皮のコートのブルース」 | 吉井和哉  | 吉井和哉  | 土屋昌巳 THE YELLOW MONKEY | 7:05  |
| 合計時間: | 合計時間:                  | 合計時間: | 合計時間: | 合計時間:                  | 61:49 |

1. この恋のかけら
ミディアムバラード[23]。前アルバム『8』の最終曲「峠」に続く内容の歌詞であるため、曲順を1曲目にしたらよいのではないかとスタッフから提案があった[24]。吉井によると、既発の曲は『8』の続きであり、“新しいTHE YELLOW MONKEYの曲”は2018年11月にリリースした「天道虫」が最初で、それ以降に発表する「この恋のかけら」の曲自体は“新しいTHE YELLOW MONKEYの曲”に属する[25]。また偶然に、ギター・菊地英昭（以下「英昭」）の演奏するアルペジオが「峠」に類似する[26]。
「天道虫」録音後、「この恋のかけら」を日本国内で録音[27]。2018年7月、土屋昌巳プロデューサーとともにスタジオ入り[1]。レコーディングスタジオは、アメリカの雰囲気があるスタジオで作りが古く、ヴィンテージ機器も設置されているため[28]、音楽メディア関係者がこの曲をLA録音と誤解するほどアメリカのサウンドが響く[29]。曲中、前後に関係なく演奏されるギターは、ミック・ロンソン（モット・ザ・フープル）に影響を受けている演奏で、土屋が一つだけ出したアイデア[1]。吉井によると、この曲はデヴィッド・ボウイの曲「ヒーローズ」の曲調もある[30]。歌詞のキーワードはロードムービー[30]。
「峠に着いたよ」、というメッセージを伝える曲を作ることに吉井は使命感を持っていた[31]。
この曲のレコーディング中、吉井はメンバーにLA行きを提案した[30]。
2. 天道虫
吉井がソロ作品でしか手掛けていなかったストーナー・ロックをTHE YELLOW MONKEYで取り込み[31]、歌詞は前アルバム『8』収録曲「メロメ」から展開させた[32]。
曲の間奏/アウトロで、アメリカのロードムービー『イージー・ライダー』の使用曲として知られる「ボーン・トゥ・ビー・ワイルド」間奏/アウトロの演奏スタイルを引用する[26]。
3. Love Homme
グルーヴィーで[33] 乗りやすいブギー・ロック[34]。愛の分類の中でも「性愛」が濃密な歌[35]。
イントロから廣瀬洋一（HEESEY）のベースが曲をリードする[36]。LA録音6曲を担当したエンジニアのケニー・タカハシ[* 1]からの助言で、この曲はベース弦を指で弾いている[37]。廣瀬は1967年製のサンダーバード1本をLAに持って行き、LA録音6曲のベース演奏に使用した（このベースとは異なるが、LA以外の録音曲もそれぞれ1960年代のベースを使用している）[38]。
歌詞の中で、菊地英二（以下「英二」）のドラムス演奏「ゴーストノート」[* 2]が言及されている[37]。この曲は、これまでになくシンバルが半分も出ない[39]。
ギターはクイーンのブライアン・メイの影響がある[37]。英昭が1人で同時にギター2本分の演奏をする[37]。
LA録音。
4. Stars (9999 Version)
アルバム・ヴァージョンは、スマートに、グルーヴは残しつつ、バランスよく仕上げている[40]。イントロ部分は、「Love Homme」同様のテクニックで、英昭がギター2本分の同時演奏をする[37]。
5. Breaking The Hide
吉井によるとこの曲は「毛皮のコートのブルース」（『9999』ダウンロード盤ボーナストラック）と一脈通じ、映画『愛の嵐』の世界観がある[41]。この曲に関して吉井はザ・クラッシュとアイアン・メイデン[* 3]にも言及している[42]。英昭は東ヨーロッパのイメージとして仮歌の曲を準備した[43]。吉井は苦悩して東ヨーロッパ的な歌詞を付けた[42]。ヴァンパイアの主題がシークエンスする。支配する者の物語の中で、支配を憂う者の音楽が存在を示す[* 4]。
タイトルの「Hide」とは、英昭の名前（Hideaki）に加え[42]、英昭の歌声がL'Arc〜en〜Cielのボーカル・hydeに似ていることにも掛かっている[40]。
英昭のソロ使用ギターは、掘り出し物のフライングV[43]。年代はLA録音曲の使用楽器としては新しい1980年代以降[44]。弦は当時のままの使用感がある[44]。このフライングVは英昭が大ファンであるマイケル・シェンカーが所有していた、マイケル・シェンカーのサイン入りのもの[44]。ギターソロのパートではバンドが一丸となって疾走する[23]。
兄・英昭の作った強いリフに弟・英二がドラムス演奏を炸裂させる[45]。
LA録音。
6. ロザーナ
再集結後の新録セルフカバー・アルバム『THE YELLOW MONKEY IS HERE. NEW BEST』のリリース発表日にこの曲がファンクラブ会員に配信された。
7. Changes Far Away
TBS系『news23』エンディングテーマ[46]。
ソウルバラード[34]。アルバム『9999』のハイライト作品ともいえる[47]、正統ロック[48]。
バンドはLAでレコーディングのための合宿をして、その時に歌詞が完成した[49]。「この日のためにあの日があったんだ」という情動をストレートに歌う[49]。
過去は今のために、今は未来のためにある、という趣旨で曲のタイトルが命名された[49]。
吉井の希望によりブライアン・メイが多用するギター・オーケストレーション奏法を採用[24]。吉井は、この奏法の先駆者はミック・ロンソンであるとみていて、ミック・ロンソンの影響があるギターフレーズも入り、英昭にメイで演奏してもらうことにしたのもミック・ロンソンの影響がある[50]。この曲はまた、吉井によると、エルトン・ジョン、ザ・バンドの風合いがある[50]。ほんの少し、ビリー・ジョエルであると廣瀬が加える[51]。
映画『ボヘミアン・ラプソディ』が流行り始める時期より一足先にレコーディングが行われた[24]。吉井には、ソロ活動でアメリカ・西海岸に行った過去がある。その時は寂しさや不安、なぜ1人なのだろうかという気持ちがあった[52]。『9999』のためにメンバー4人で西海岸のヨシュア・トゥリーの場所へ来た時、吉井は、「もしかして自分は、このアルバムのためにこれまでアメリカでリサーチしてたわけ?」と思った[52]。
この曲の作詞や曲アレンジが行われたのは、吉井が『ボヘミアン・ラプソディ』を観る前のことで、LAでは11月2日公開予定の看板が出始めていた[50]。吉井は日本に帰国してから『ボヘミアン・ラプソディ』を観て号泣[43]。ロックバンドのアートであった[* 5]。ロックンロールは間違っていない、この大ヒット映画に吉井はそう思った[53]。
LA録音。
8. 砂の塔
25thシングル。
9. Balloon Balloon
WOWOW「UEFA EURO 2020™ サッカー欧州選手権」テーマソング[54]。WOWOW「スペインサッカー ラ・リーガ 2020-21シーズン」イメージソング。
2019年12月28日にMVが公開された（後述）。
1960年代グループ・サウンズのテイストがある歌謡ロック[34]。吉井によると、歌詞は南佳孝の影響から「ジャコウネコ」や「カフェオレ」を用いた[55]。アパートのフレーズは、架空フランスのヴィンテージ・アパートをイメージして作詞した[55]。ボブ・ディラン風の言葉も躍る[48]。英昭の演奏がスパニッシュ[56]。“『9999』世界最速先行試聴会”参加者9999名のうち975名に行ったアンケートの「一番気に入った曲は?」という項目で最も人気があった（ぴあ刊行誌『ぴあMUSIC COMPLEX』調べ）[57]。
LA録音。
なおこの曲はLive Loudの初回盤DISC2にて京セラドーム大阪のライブテイクが収録されている。
10. Horizon
作詞・作曲を吉井和哉以外のメンバーが担当するのは初めてである。
“『9999』世界最速先行試聴会”で観客を前に高揚した吉井が曲を中断して「一番大切な曲」とコメント（MC）した[33]。 またこの曲もLive Loudの初回限定盤DISC2にてナゴヤドームのライブテイクが収録されている。
11. Titta Titta
絵本の世界観がある曲[58]。それに関して吉井はザ・ビートルズのアニメーション『イエロー・サブマリン』（後に絵本化）、廣瀬は『不思議の国のアリス』に言及した[58]。吉井によると、この曲は「1969年の洋楽のエッセンス」が入っている[59]。英昭のギター演奏がザ・ローリング・ストーンズを想起させる[48]。前半で吉井のギターソロ演奏を聴くことができる[31]。
「Titta Titta」というタイトルは、エキゾチック、サイケデリックなこの曲調と、魔法の呪文をイメージしたもの[60]。イタリア語の「街」（Città / チッタ）も関係する[58]。最高のエロティックと格好良さで呪文を唱える[60]。仮タイトルは「ラヴィ・シャンカールおじさんの娘」[60]。
LA録音。
12. ALRIGHT
再集結して最初の発表曲。
13. I don't know
LA録音。

### 初回生産限定盤DVD
- 「SELECTION of THE YELLOW MONKEY」 [46:33]
再集結以降に行われたライブから、選りすぐりの10曲を収録。再集結後初ライブであった2016年5月11日から2018年末の日本武道館ライブを時系列で追いかける。この構成により、アルバム完成までの流れを見ることができ、再集結したてのバンドが幾つものライブを行いながら次第にグルーヴを強めるのがわかる[61]。最後は再集結を正式に発表する前のセッションを振り返る。
  1. 楽園（2016年5月11日、国立代々木競技場 第一体育館）
再集結初ライブ2曲目。1曲目「プライマル。」は終盤まで紗幕で覆われ、実質的に「楽園」が表舞台で初披露した最初の曲であった[61]。
  2. 熱帯夜（2016年8月28日、福島・あづま総合体育館）
この曲は再集結後、この福島公演「ARE YOU A BELIEVER?」と熊本公演「KUMAMOTO SPECIAL」[* 6]だけで演奏された[61]。
  3. ROCK STAR（2016年9月1日、熊本B.9 V1）
熊本地震復興支援無料ライブ「KUMAMOTO SPECIAL」。
  4. パンチドランカー（2016年12月18日、倉敷市民会館）
再集結ホールツアー「SUBJECTIVE LATE SHOW」ファイナル公演。
この曲のMCで、吉井は過酷を極めたバンド史上最大のツアー「PUNCH DRUNKARD TOUR 1998/99」について触れ、「あのツアーは我々にとって誇れる、チャンピオンベルトみたいなツアー」と語っていた。
  5. 聖なる海とサンシャイン（2016年12月28日、日本武道館）
年末ライブ「メカラ ウロコ・27」。照明と映像の演出が引き立っている[62]。
  6. O.K.（2017年11月5日、三重県文化センター 大ホール）
このファンクラブツアー「DRASTIC HOLIDAY」ではアコースティックコーナーがあり、ハードな原曲から切ない曲に変貌した「O.K.」アコースティック・ヴァージョン[63]。
  7. ALRIGHT（2017年12月10日、東京ドーム）
「THE YELLOW MONKEY SUPER BIG EGG 2017」より。再集結を歌ったこの曲は[64]、この日のライブ最大の見せ場[61]。
  8. 追憶のマーメイド（2017年12月28日、福岡ヤフオク!ドーム）
年末ライブ「メカラ ウロコ・28 九州SPECIAL」。22年ぶりの演奏に、バンドのスタッフが聴いた歓声は再集結ライブの「プライマル。」同様であった[61]。
  9. 天道虫（2018年12月28日、日本武道館）
年末ライブ「メカラ ウロコ・29 FINAL」。「天道虫」ライブ初披露の日。
  10. Subjective Late Show（2015年8月某日、都内スタジオ）
再集結発表前の2015年8月、メンバーが15年ぶりにセッションをした都内スタジオの1曲目。
- 「STORY of THE YELLOW MONKEY（another STORY）」 [22:29]
アルバム制作期間中のドキュメンタリー映像。『9999』リリースが発表された2018年12月19日より定期的に公開しているYouTube番組「STORY of THE YELLOW MONKEY」[* 7]の未公開映像を含む。

### CD先着購入特典
- 「SELECTION of THE YELLOW MONKEY【primal】」 [9:16]

16年ぶりのアリーナツアー「THE YELLOW MONKEY SUPER JAPAN TOUR 2016」の幕開けとなった2016年5月11日代々木公演の「プライマル。」をオリジナル編集にて収録したDVD。各メディアでの生放送や生配信、各地ビジョンでの生中継など100万人が体験し、まさに再集結の【primal】となった瞬間を映像化。初回生産限定盤のDisc2「SELECTION of THE YELLOW MONKEY」がこれで完結するといえる。（『9999』特設サイト解説文より）
4組の9本線からなるDVDラベルのデザインは、Rocket & Winkによるもの。

### アナログ盤
01. この恋のかけら 〜 13. I don't know
アナログ盤2枚組LP（完全生産限定）は、オリジナル全13曲を収録。『9999』ジャケットステッカーが早期購入特典となっている。

### ダウンロード・アルバム
01. この恋のかけら 〜 13. I don't know
14. 毛皮のコートのブルース
ダウンロード盤は、オリジナル全13曲に加え、ボーナストラックとして14曲目に「毛皮のコートのブルース」が収録されている。全サイト共通特典。
「毛皮のコートのブルース」は、インディーズ時代の未レコーディング曲。蠱惑のこの曲で過去の生産は1999年12月29日武道館の「We are Petticort Laner de 公演」のライブ音源を『メカラ ウロコ・LIVE DVD BOX』（2009年）にボーナスディスクとして封入したのみ。それはあくまでライブ音源となっており、『9999』リリースに合わせてTHE YELLOW MONKEYは初めてきちんとした形で「毛皮のコートのブルース」のレコーディングをした。2019年4月4日、歌詞が解禁された。この曲は今後ツアーで演奏する予定がある(この曲を演奏したライブツアーが「THE YELLOW MONKEY SUPER JAPAN TOUR 2019 GREATFUL SPOONFUL」の♠️公演である)。
インディーズ当時、この曲を作るにあたり吉井に影響を与えたのは、アレハンドロ・ホドロフスキー映画、夢野久作、マルキ・ド・サド、アンディ・ウォーホール監修フランケンシュタイン映画『悪魔のはらわた』（Flesh for Frankenstein）など。（『9999』特設サイト“「毛皮のコートのブルース」とは?”より）
吉井によると、この曲は5曲目「Breaking The Hide」との関連性が強い。
日本国内録音、土屋昌巳プロデュース。
15. この恋のかけら (backing track) 〜 27. I don't know (backing track)
iTunes予約限定特典。予約期間は2019年1月25日から4月16日。
オリジナル全13曲（1. この恋のかけら 〜 13. I don't know）のバッキングトラック（インストゥルメンタル）が収録されている。
|                                                                  | 初回生産限定盤 (CD + DVD) | 通常盤 (CD) | 完全生産限定アナログ盤 (2枚組LP) | ダウンロード盤 0 |
| ---------------------------------------------------------------- | ------------------------- | ----------- | -------------------------------- | ---------------- |
| オリジナル全13曲 (#1.「この恋のかけら」 〜 #13.「I don't know」) | ◯                         | ◯           | ◯                                | ◯                |
| 初回生産限定盤DVD (全10曲ライブ + ドキュメンタリー)              | ◯                         |             |                                  |                  |
| 先着購入特典「プライマル。」ライブDVD (なくなり次第終了)         | ◯                         | ◯           |                                  |                  |
| THE YELLOW MONKEYデザイン配送BOX (楽天ブックス限定 / 受付終了)   | ◯                         | ◯           |                                  |                  |
| 早期購入特典ステッカー (なくなり次第終了)                        |                           |             | ◯                                |                  |
| ボーナストラック 「毛皮のコートのブルース」                      |                           |             |                                  | ◯                |
| オリジナル全13曲バッキングトラック (iTunes限定 / 受付終了)       |                           |             |                                  | ◯                |

## 参加ミュージシャン
- 吉井和哉 - ボーカル、ギター、プロデュース
- 菊地英昭 - ギター
- 廣瀬洋一 - ベース
- 菊地英二 - ドラムス

| Love Homme - ケニー・タカハシ - ファルフィッサ・オルガン & プログラミング Stars (9999 Version) - 鶴谷崇 - キーボード - 渡辺シュンスケ - シンセサイザー ロザーナ - 鶴谷崇 - ピアノ、オルガン Changes Far Away - ジェイミー・ミュホベラック - ピアノ 砂の塔 - 鶴谷崇 - キーボード | Balloon Balloon - ジェイミー・ミュホベラック - オルガン Horizon - 鶴谷崇 - キーボード Titta Titta - ジェイミー・ミュホベラック - オルガン ALRIGHT - パトリック・サンソン - キーボード I don't know - ジェイミー・ミュホベラック - オルガン |

## チャートと売上
| チャート（2019年）              | 最高 順位 |
| ------------------------------- | --------- |
| Billboard Japan Hot Albums      | 3         |
| Billboard Japan Top Album Sales | 3         |
| Billboard Japan Download Albums | 1         |
| オリコン週間アルバムチャート    | 3         |

| チャート（2019年）              | 順位 |
| ------------------------------- | ---- |
| Billboard Japan Hot Albums      | 31   |
| Billboard Japan Download Albums | 27   |
| オリコン年間アルバムチャート    | 28   |

### 認定とセールス
| 国/地域                                             | 認定     | 認定/売上数                         |
| --------------------------------------------------- | -------- | ----------------------------------- |
| 日本 (RIAJ)                                         | ゴールド | 134,919（フィジカルCD) （オリコン） |
| 日本 (RIAJ)                                         | N/A      | 18,500（デジタル配信）（オリコン）  |
| * 認定のみに基づく売上数 ^ 認定のみに基づく出荷枚数 |          |                                     |

## 30th Anniversary『9999+1』-GRATEFUL SPOONFUL EDITION-
THE YELLOW MONKEY は2019年12月28日に、吉井、英昭、廣瀬、英二の4人が集結してから30周年を迎える。これを記念して『9999』の完結版となるアルバムが2019年12月4日にリリースされた。リマスター盤。
アルバムのタイトルは、『30th Anniversary『9999+1』-GRATEFUL SPOONFUL EDITION-』（サーティース アニバーサリー フォーナインプラスワン グレイトフル スプーンフル エディション）。
オリジナルアルバム記念盤リリースの試みは、メンバー集結から20周年を記念した『SICKS』の完全盤『COMPLETE SICKS』以来となる。
『9999+1』は、オリジナル盤『9999』未収録の音源4曲を追加したCD、「GRATEFUL SPOONFUL」ツアー「ダイヤの日」最終日となる8月3日宮城公演を全編収録したDVD（本編+アンコール）、全204ページのフォトブックレットをA4サイズにパッケージングした、完全生産限定盤。先着購入特典「GRATEFUL SPOONFULオリジナルトランプ」は、公式Instagramのベストショットを掲載したトランプ。
Rocket & Winkによるアルバムジャケットのビジュアルは、オリジナル盤『9999』黒ジャケットの闇と対比させて、光をデザインした白ジャケット。
『9999』を携えて行われたコンサートツアー名称「GRATEFUL SPOONFUL」について、吉井は、「1を足してもらうと、次の位にいくのかなと。GRATEFUL SPOONFULには“スプーン1杯”という意味があります。みなさんの心の1杯を、我々にいただけたらいいなと思っています」とMCを入れている。
LA録音の頃になって英二は、ロックンロールはバンド全体の演奏が転がっていく「ロール」が最も大事であるということに気付いた。廣瀬によると、バンドが「ロール」するようになったことで、過去の曲も『9999』後のヴァージョンに変化している。英二は、ザ・ローリング・ストーンズのキース・リチャーズの言葉を理解できるようになった。
The biggest cliché in rock’n’roll is…

There’s no roll
“They forgot the roll and they only kept the rock. The roll’s the whole damn thing dude, the rock is nothing, deal with it, the roll is king. Unfortunately most cats don’t get behind the roll.”
（魅力的なロックンロールの大敵は…
ロールがないことだ

“そいつらはロールを忘れてしまったのだし、そいつらはロックだけに従属した。ロールのいまいましい一味であるロックというものは、つまらなくて、我慢が必要だ。ロールはキングだよ。残念ながらほとんどのやつらはロールに乗っていないね。”）—キース・リチャーズ、2007年4月4日、NMEによるインタビュー

### CD
| #         | タイトル                 | 作詞      | 作曲      | 編曲                                          | 時間  |
| --------- | ------------------------ | --------- | --------- | --------------------------------------------- | ----- |
| 1.        | 「ボナペティ-OPENING-」  | 吉井和哉  | 吉井和哉  | 吉井和哉                                      | 2:09  |
| 2.        | 「この恋のかけら」       | 吉井和哉  | 吉井和哉  | 土屋昌巳 THE YELLOW MONKEY                    | 5:20  |
| 3.        | 「天道虫」               | 吉井和哉  | 吉井和哉  | THE YELLOW MONKEY                             | 3:46  |
| 4.        | 「Love Homme」           | 吉井和哉  | 吉井和哉  | THE YELLOW MONKEY                             | 3:41  |
| 5.        | 「Stars (9999 Version)」 | 吉井和哉  | 吉井和哉  | THE YELLOW MONKEY 船山基紀 (ストリングス編曲) | 4:06  |
| 6.        | 「Breaking The Hide」    | 吉井和哉  | 菊地英昭  | THE YELLOW MONKEY                             | 2:56  |
| 7.        | 「ロザーナ」             | 吉井和哉  | 吉井和哉  | THE YELLOW MONKEY                             | 4:40  |
| 8.        | 「Changes Far Away」     | 吉井和哉  | 吉井和哉  | THE YELLOW MONKEY                             | 4:00  |
| 9.        | 「砂の塔」               | 吉井和哉  | 吉井和哉  | THE YELLOW MONKEY 船山基紀 (ストリングス編曲) | 4:43  |
| 10.       | 「Balloon Balloon」      | 吉井和哉  | 吉井和哉  | THE YELLOW MONKEY                             | 4:12  |
| 11.       | 「Horizon」              | 菊地英昭  | 菊地英昭  | THE YELLOW MONKEY                             | 5:06  |
| 12.       | 「Titta Titta」          | 吉井和哉  | 吉井和哉  | THE YELLOW MONKEY                             | 2:52  |
| 13.       | 「ALRIGHT」              | 吉井和哉  | 吉井和哉  | THE YELLOW MONKEY                             | 4:42  |
| 14.       | 「I don't know」         | 吉井和哉  | 吉井和哉  | THE YELLOW MONKEY                             | 4:35  |
| 15.       | 「ボナペティ-ENDING-」   | 吉井和哉  | 吉井和哉  | 吉井和哉                                      | 2:18  |
| 16.       | 「ダレカニ-demo-」       |           | 吉井和哉  | THE YELLOW MONKEY                             | 4:40  |
| 17.       | 「eien-demo2015-」       |           | 菊地英昭  | THE YELLOW MONKEY                             | 4:37  |
| 合計時間: | 合計時間:                | 合計時間: | 合計時間: | 合計時間:                                     | 68:23 |

01. ボナペティ-OPENING- / 15. ボナペティ-ENDING-
「GRATEFUL SPOONFUL」ツアーSE。「召し上がれ」という意味合いのある曲名。軽快なビートの歌。「THE YELLOW MONKEY」という大看板を背負ったロックンロールスターから胸襟を開いたメッセージが発信される。このメッセージは、「GRATEFUL SPOONFUL」ツアーに入る吉井の気持ちであった。
最終日のLAで録音し、日本に帰国してからクラップ（手拍子）を付けて曲を完成させた。オリジナル盤『9999』に収録する予定があったが、後発曲となったため収録されなかった。ツアーSEとしての役割を果たし、尚且つ記念盤『9999+1』の収録曲にもなったことを、吉井はポジティブに考えている。
16. ダレカニ-demo-
ブギー、ブルース系サウンドを交えるミディアムナンバー。LA録音。オリジナル盤『9999』のアウトテイク。バランスを保つためにオリジナル盤には収録されなかった。吉井が仮歌を歌う。YouTube「STORY of THE YELLOW MONKEY  #01 - Recording in Los Angeles」、「STORY of THE YELLOW MONKEY  #02 - Band members」、およびオリジナル盤の初回生産限定盤DVD「STORY of THE YELLOW MONKEY（another STORY）」に曲の録音風景が公開されていた。
17. eien-demo2015-
バンド再集結発表前に英昭が作曲した。2015年当時のデモ音源。「ALRIGHT」とともに再集結のために用意していた1曲。アウトテイク。キャッチーなギター・リフと解放的なサビメロディ。吉井が仮歌を歌う。

### DVD
DVDは、2019年8月3日に行われた「THE YELLOW MONKEY SUPER JAPAN TOUR 2019 -GRATEFUL SPOONFUL-」宮城県総合運動公園総合体育館（セキスイハイムスーパーアリーナ、宮城県）公演を全編収録（本編16曲+アンコール4曲）。
バンドは、「GRATEFUL SPOONFUL」ツアー全27公演に、「ダイヤ」（輝き）、「ハート」（LOVE）、「クラブ」（自然）、「スペード」（攻撃）のセットリストを用意して、この4種類をそれぞれの公演ごとに割り当てた。
ダイヤの最終日となる8月3日、最初から最後まで観客とメンバーが一体となって公演は大盛り上がりを見せた。宮城の地は、バンドとファンによる災害等支援基金「バラ色募金」が結実した場所でもある。募金の多くは「東日本大震災みやぎこども育英募金」（本部: 仙台市 宮城県庁 子育て社会推進室）に寄付されている（2016年度、2018年度）。2011年東日本大震災の発生後、宮城県総合運動公園は避難者の受け入れ場所として、また園内施設の総合体育館は死者の眠る場所として開放された。
1曲目「この恋のかけら」の演奏が終わって、2曲目「ロザーナ」イントロに入り、吉井は仙台都市圏最大級のアリーナに集結した観客に叫んだ。
「仙台! ダイヤ最終日です! 最高の夜にしましょう!」
| 0000000000000000000000000000000000000000000000000 1. この恋のかけら |
| 2. ロザーナ                                                         |
| 3. 熱帯夜                                                           |
| 4. 砂の塔                                                           |
| 5. Breaking The Hide                                                |
| 6. 聖なる海とサンシャイン                                           |
| 7. Tactics                                                          |
| 8. 天国旅行                                                         |
| 9. Changes Far Away                                                 |
| 10. JAM                                                             |
| 11. Balloon Balloon                                                 |
| 12. SPARK                                                           |
| 13. Love Homme                                                      |
| 14. 天道虫                                                          |
| 15. バラ色の日々                                                    |
| 16. 悲しきASIAN BOY                                                 |
|                                                                     |
| 17. Titta Titta                                                     |
| 18. 太陽が燃えている                                                |
| 19. SUCK OF LIFE                                                    |
| 20. I don't know 0000000000000000000000000000000000000000000000000  |

### PHOTO
バンド史上最多となる204ページの大巻フォトブックレットは、「GRATEFUL SPOONFUL」ツアー全エリアに同行した写真家・横山マサトによる、およそ20万枚の写真から編集した。全てInstagram未公開。
横山の写真はバンドの公式Instagramにも投稿されているが、横山は次のように解説している。
あくまでInstagramはInstagram。特別な瞬間でもありますがインスタントでもあります。

このブックレットはTHE YELLOW MONKEYの作品となるのでレベルが違います。

その目で是非確かめて下さい。 —横山マサト公式twitter（2019年9月24日付）
横山の写真は、バンドのメンバーたちも絶賛する。バンドのファンである青年・横山は、2019年4月の静岡公演後、吉井からの「本当に写真すばらしくて、今後とも、ぜひよろしくお願いします」という言葉に、感激で泣いてしまった。横山はライブ中も、1公演ごとに2回位、撮りながら泣いていた。横山は悩んでいることがあった。それは、THE YELLOW MONKEYを肯定する気持ちが強すぎるため、「もう少し客観的なところがあってもいいのかな」ということである。

## ミュージック・ビデオ

### Balloon Balloon (Inspired Video)
THE YELLOW MONKEYは、「GRATEFUL SPOONFUL」ツアーの人気曲「Balloon Balloon」の映像制作を決定し、30周年ドームツアー初日の2019年12月28日にワーナーミュージック・ジャパン公式YouTube上に「Balloon Balloon (Inspired Video)」が公開された。
バンドサイドは、このバンドのイメージを一新するものを希望し、「ロックで格好良い」THE YELLOW MONKEYのイメージと逆方向から攻める映像は、ミシェル・ゴンドリーやスパイク・ジョーンズの世界に傾倒している若手映像作家HARUが手掛け、ナンセンス、シュール、ダンス、笑いをポップでカラフルに表現する。俳優の長井短が、カジュアルなマネキン「ロニー」、シックなマネキン「ケンちゃん」との三角関係を演じ、三人デートでショッピングモールに。これにおいて彼女の恋愛は「燃えたぎる恋で、風船のように爆発してしまう」。
撮影場所はBIGHOPガーデンモール印西。本編の後に制作風景を収録する。HARUは、ミュージック・ビデオの監督を務めるのは初めてだったのであるという。英国留学から帰国後、HARUはだんだん日本でグラフィックや広告の仕事を見つけ始めた。この度、「やはりミュージックビデオの仕事をしたい」というHARUの想いを叶えるステージがバンドサイドから与えられた。英国スクール時に学んだ入念な「リサーチ力」を駆使してバンドを調査しつつ、自由なアイデアが許された。HARUは3つのアイデアを候補にした。1つ目は、「不思議な世界観をもった人物たちのゆるいポージング / ダンス」。2つ目は、「マネキンと風船人間がマジシャンの手品を観る」。3つ目は、映像技術の「ギミックを使ったもの」。3番目は期限の関係で不安が残っていたので、候補は1と2に絞られた。THE YELLOW MONKEYのメンバーからマネキンのアイデアを気に入られ、1と2のアイデアを併せたミュージック・ビデオが完成した。

### 「Balloon Balloon」WOWOWスペインサッカー 20-21シーズン イメージソングver.
2020年9月12日からWOWOW「スペインサッカー ラ・リーガ 2020-21シーズン」イメージソングとしてタイアップしている「Balloon Balloon」は、WOWOW「邦楽BREAK」（BS192）において「WOWOWスペインサッカー 20-21シーズン イメージソングver.」の「Balloon Balloon」MVを放送した。初公開は2020年10月12日（初回10月7日は全仏オープンテニス延長のため中止）。
イントロは、雲間から光が差し込む空を下から映した後、レアル・マドリードのホームスタジアム「エスタディオ・サンティアゴ・ベルナベウ」を上空から映す。そこからはゴールシーンを中心とした名シーン集。所々に歓声が入る。序盤に映るキリスト教会の場所は、バルセロナの「Tibidabo」の丘。間奏で映る双子のオフィスタワーは、マドリードの「プエルタ・デ・エウローパ」（ヨーロッパの門）。時々、無観客スタジアムのシーンが入る。「邦楽BREAK」の放送では2番サビでフェードアウトしてMVが終了。WOWOWオンラインサイト内ではフルヴァージョンMVを公開。
10月16日の昼前、YouTubeのWOWOW公式チャンネルでフルヴァージョンMVを公開（10月15日付）。
主な見せ場
- 1番
  - 3人のディフェンスを突破してシュート（リオネル・メッシ、FCバルセロナ #10）
  - ゴールマウスをノールックでターンシュート（カリム・ベンゼマ、レアル・マドリード #9）
  - クライフターン（ミケル・メリーノ、レアル・ソシエダ #8）
  - 逆回転で回転数の少ない落ちるボールをゴールに沈める（ファクンド・ロンカリア、CAオサスナ #12）
  - オーバーヘッド・キック（ルーカス・ペレス、デポルティーボ・アラベス #7）
  - ゴールキーパーが最大限に長身と腕を伸ばしてディフレクティングでゴールを守る（マルク＝アンドレ・テア・シュテーゲン、FCバルセロナ #1）
- 間奏
  - 相手チーム5人で立ちふさがる壁を破ってフリーキックでゴールを決める（イアゴ・アスパス、セルタ・デ・ビーゴ #10）
- 2番
  - ダイビングヘッド・シュート（岡崎慎司、SDウエスカ #12）
  - キラーパス（ムニル・エル・ハダディ、セビージャFC #11）を直接ゴールへ押し込む（ルーク・デ・ヨング、セビージャFC #19）
  - ジャンピングボレーシュート（マキシ・ゴメス、バレンシアCF #22）
  - フリーキックで直接ゴールにミドルシュートを刺し込み（カリム・ベンゼマ、レアルマドリード #9）、チーム監督も熱え上がる（ジネディーヌ・ジダン、レアルマドリード）
  - ゴールキーパーが両手でディフレクティングに行き、弾かれたボールはクロスバーに当たりゴールは守られる（ウナイ・シモン、アスレティック・ビルバオ #1）